# Kościół Ścięcia św. Jana Chrzciciela w Starej Kamienicy
Kościół Ścięcia świętego Jana Chrzciciela – rzymskokatolicki kościół parafialny należący do parafii pod tym samym wezwaniem (dekanat Szklarska Poręba diecezji legnickiej).

## Historia
Świątynia była wzmiankowana w 1370 roku, obecna została zbudowana w XV wieku, następnie została rozbudowana około 1624 roku i w XVIII wieku. 

## Architektura
Budowla posiada prostokątną, wydłużoną nawę, zamkniętą wielobocznie z bocznymi dobudówkami, dwukondygnacyjnymi otwierającymi się do wnętrza, wieżę na planie kwadratu umieszczoną przy południowej elewacji zwieńczoną barokowym dachem hełmowym z dzwonem. Nawę nakrywa płaski, zdobiony kasetonowy strop, natomiast dwuprzęsłowe prezbiterium jest nakryte gotyckim sklepieniem. W elewacjach jest umieszczony późnogotycki portal, z kolei okna znajdują się w kamiennych obramieniach powstałych w różnych okresach.

## Wyposażenie

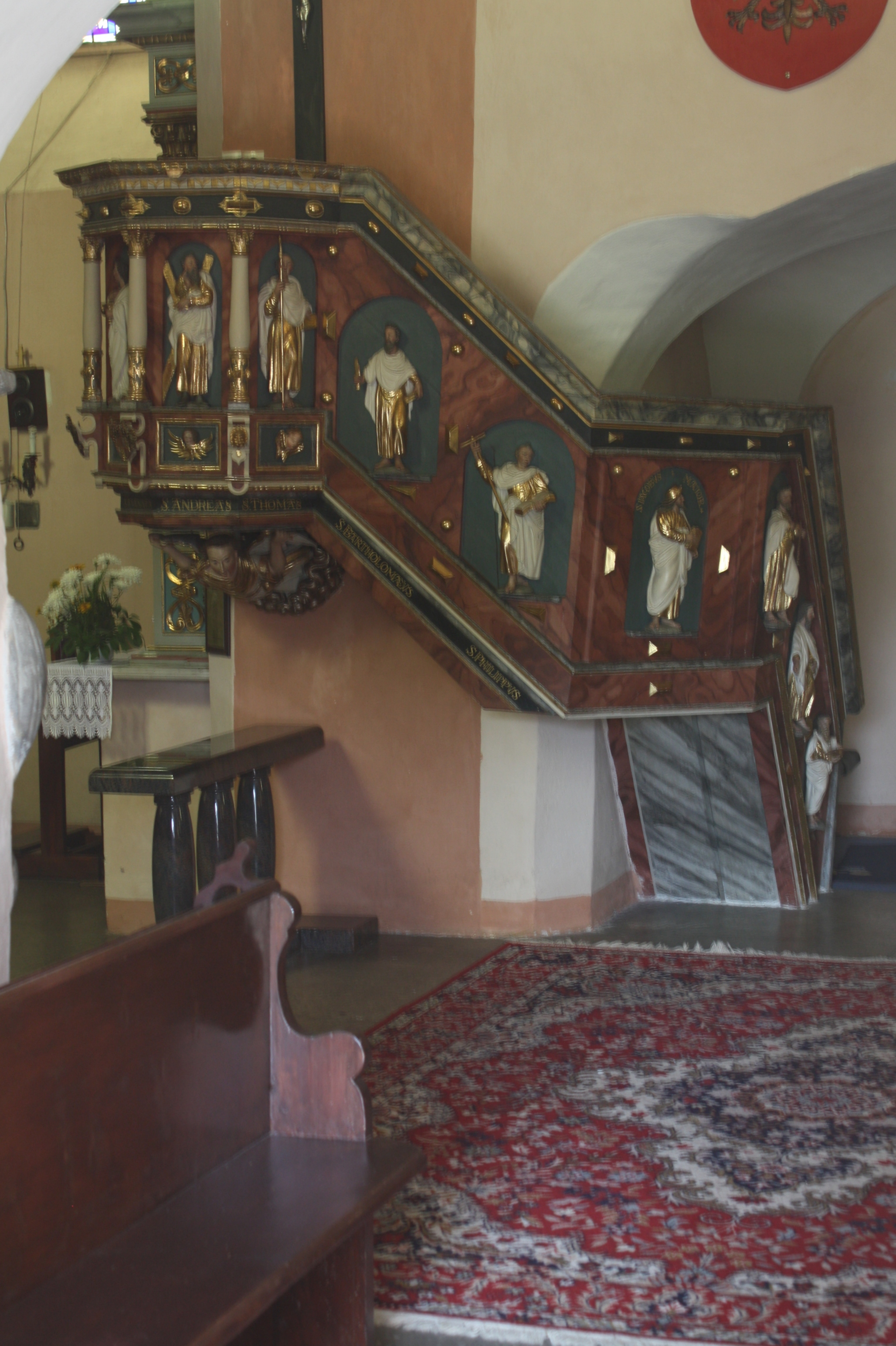
Ambona

We wnętrzu można zobaczyć m.in. ołtarz główny wykonany w II połowie XVII wieku, ołtarze boczne powstałe w XVIII wieku, ambonę z baldachimem bogato zdobioną, kamienną chrzcielnicę a także na emporze muzycznej prospekt organowy. Na murach magistralnych są umieszczone gotyckie i renesansowe kamienne nagrobki pochodzące z XV–XVII wieku.